# G clef
ティーマーケット ジークレフ（Tea Market G clef）は、東京都に本社を置く有限会社桐葉舎が運営する紅茶・中国茶・日本茶の輸入販売店。

## 概要
ジークレフは、世界各国の茶葉の産地と直接契約を行い、常に40種類以上の紅茶や中国茶、台湾茶、日本茶の茶葉を取り扱っている。
東京都内に5店舗を構え、シングルオリジンの紅茶を中心とした品ぞろえで、季節ごとの新茶を入荷している。日本紅茶協会の会員。
店舗では紅茶をメインとしたカフェを運営したり、独自の茶イベント「シングルオリジンティーフェスティバル」
、その発展形となるジャパンティーフェスティバルを主催している。
かつては、ティーサロンジークレフという食事も楽しめるカフェも展開していたが、2019年8月、15年間の営業を終了しカフェ業態は終了した。